# Lasconotus krausi
Lasconotus krausi es una especie de coleóptero de la familia Zopheridae.

## Distribución geográfica
Habita en Colombia.